# Фёдоровский район (Костанайская область)
Фёдоровский район (каз. Фёдоров ауданы) — административно-территориальная единица в Костанайской области Казахстана. Административный центр — село Фёдоровка.

## Физико-географическая характеристика

### Географическое положение
Расположен на северо-западе области. Граничит с районом Беимбета Майлина, Мендыкаринским, Костанайским, и Карабалыкским районами, с территорией города областного значения Рудный, а также с Курганской и Челябинской областями России.
Рельеф в основном равнинный. Почвы чернозёмные. В северной части района имеются осиново-берёзовые колки.

### Климат
Климат резко континентальный. Средние температуры января — −17—18 °C, июля — 19-20 °C.

### Гидрография
Протекают реки — Уй, Тогузак, Аят. Имеется множество озёр.

## История
1 апреля 1921 года образован Фёдоровский район из волостей Кустанайского уезда Оренбургско-Тургайской губернии в составе Кустанайской губернии. 27 июля 1922 года район был реорганизован в уезд. 21 сентября 1925 года Федоровский уезд был ликвидирован, а его территория присоединена с преобразованием всех уездов Кустанайской губернии в один Кустанайский уезд, который был реорганизован в Кустанайский округ.
17 января 1928 года образован Кустанайский округ (утверждено ВЦИК 3 сентрября 1928 года), из части Пешковской, Станционной, Федоровской и части Алешинской волостей был образован Федоровский район. 17 декабря 1930 года постановлением ВЦИК Кустанайский округ ликвидирован, в Казахской АССР введено районное деление.
20 февраля 1932 году район вошёл в состав Актюбинской области. 29 июля 1936 года Фёдоровский район стал частью новосозданной Кустанайской области.
В 1920-х—1930-х годах в рамках коренизации районная система образования и система советов была подверженна украинизации, так как основное население района составляли украинцы.
12 июня 1959 года к Фёдоровскому району были присоединены Барыкинский, Батмановский, Большой, Калиновский, Костряковский, Ново-Украинский, Пешковский, Смирновский и Тельманский сельсоветы упразднённого Пешковского района.

## Население
| Численность населения | Численность населения | Численность населения | Численность населения | Численность населения | Численность населения | Численность населения | Численность населения | Численность населения | Численность населения |
| 1939                  | 1959                  | 1970                  | 1979                  | 1989                  | 1999                  | 2000                  | 2001                  | 2002                  | 2003                  |
| --------------------- | --------------------- | --------------------- | --------------------- | --------------------- | --------------------- | --------------------- | --------------------- | --------------------- | --------------------- |
| 40 614                | ↗55 363               | ↘54 770               | ↘49 635               | ↘48 364               | ↘37 973               | ↘36 938               | ↘36 195               | ↘35 036               | ↘33 919               |
| 2004                  | 2005                  | 2006                  | 2007                  | 2008                  | 2009                  | 2010                  | 2011                  | 2012                  | 2013                  |
| ↘32 843               | ↘31 496               | ↘30 409               | ↘29 681               | ↘29 023               | ↘28 406               | ↘28 096               | ↘27 871               | ↘27 523               | ↘27 395               |
| 2014                  | 2015                  | 2016                  | 2017                  | 2018                  | 2019                  | 2020                  | 2021                  | 2022                  | 2023                  |
| ↘27 286               | ↘26 949               | ↘26 706               | ↘26 436               | ↘25 953               | ↘25 543               | ↘25 060               | ↘24 741               | ↘24 310               | ↘24 009               |
| 2024                  |                       |                       |                       |                       |                       |                       |                       |                       |                       |
| ↘23 607               |                       |                       |                       |                       |                       |                       |                       |                       |                       |

С 1939 по 2024 гг. по данным переписи населения СССР и переписи населения Казахстана население уменьшилось с 40 614 человек до 24 741 человек.

### Национальный состав
Национальный состав Фёдоровского района по переписи 1939 г.
| Национальность | Численность | Численность | Численность  | Численность |
| Национальность | весь район  | %           | с. Фёдоровка | прочие села |
| всего          | 40 614      | 100 %       | 5 527        | 35 087      |
| украинцы       | 22 254      | 54,79 %     | 3 239        | 19 015      |
| русские        | 9 712       | 23,91 %     | 1 433        | 8 279       |
| казахи         | 5 309       | 13,07 %     | 570          | 4 739       |
| немцы          | 1 437       |             | 23           | 1 414       |
| татары         | 421         |             | 90           | 331         |
| корейцы        | 268         |             | 64           | 204         |
| прочие         | 1 213       |             | 108          | 1 105       |

Национальный состав (на начало 2019 года):
- русские — 10 008 чел. (39,18 %)
- украинцы — 6528 чел. (25,56 %)
- казахи — 4430 чел. (17,34 %)
- немцы — 2113 чел. (8,27 %)
- белорусы — 596 чел. (2,33 %)
- татары — 414 чел. (1,62 %)
- башкиры — 234 чел. (0,92 %)
- азербайджанцы — 247 чел. (0,97 %)
- молдаване — 175 чел. (0,69 %)
- ингуши — 112 чел. (0,44 %)
- мордва — 83 чел. (0,32 %)
- поляки — 89 чел. (0,35 %)
- удмурты — 72 чел. (0,28 %)
- другие — 442 чел. (1,73 %)
- Всего — 25 543 чел. (100,00 %)

## Административно-территориальное деление
В Фёдоровский район входит 12 сельских округов, в составе которых находится 44 села:

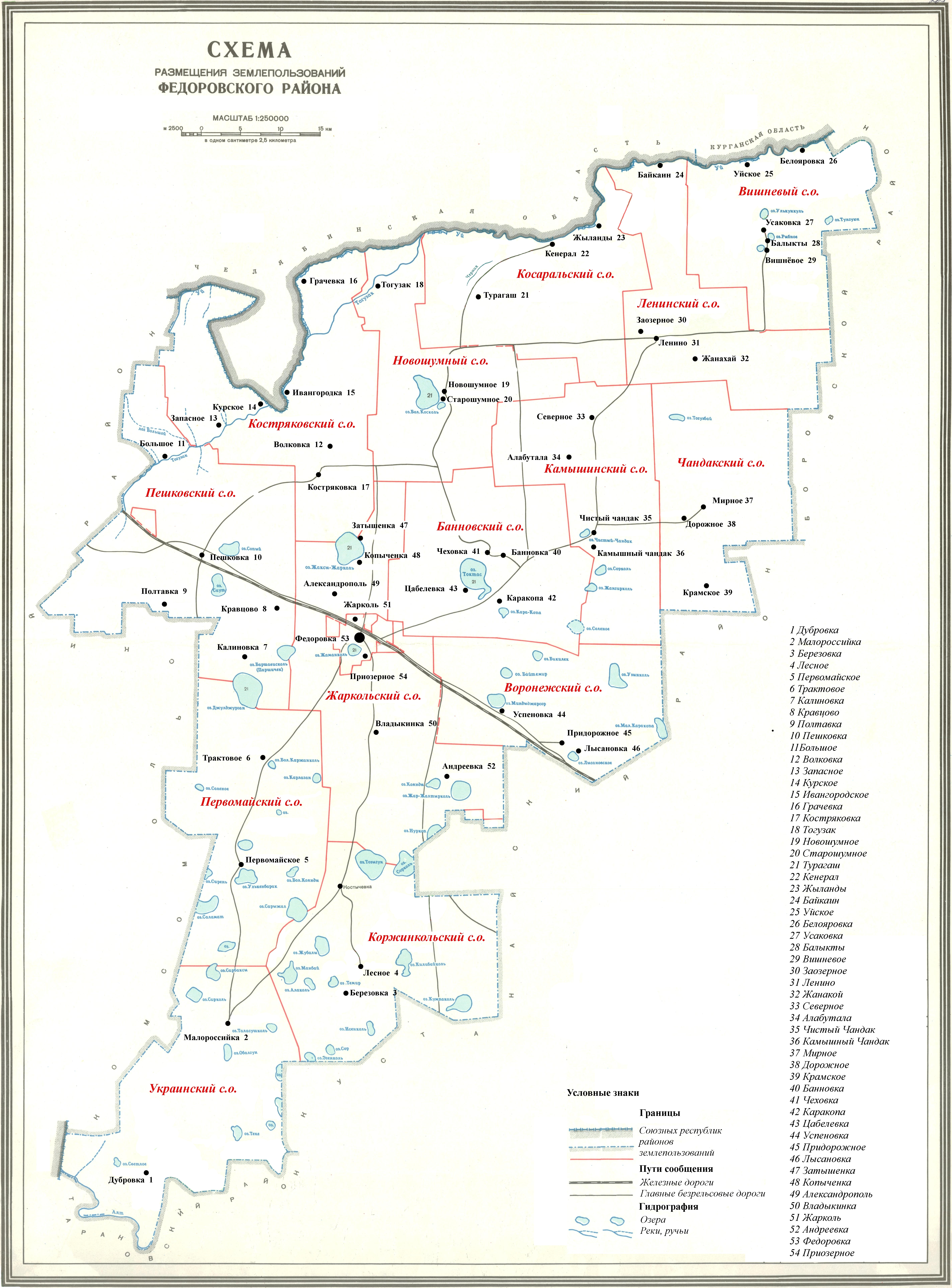
Схема размещения землепользований Фёдоровского района (2011 год)

| Сельский округ                | Население, чел. (2021) | Сёла                                                                             |
| Банновский сельский округ     | 2029                   | Банновка, Чеховка, Каракопа, Цабелевка                                           |
| Вишнёвый сельский округ       | 761                    | Вишнёвое, Белояровка, Балыкты, Усаковка                                          |
| Воронежский сельский округ    | 1452                   | Придорожное, Успеновка, Лысановка                                                |
| Камышинский сельский округ    | 1370                   | Чистый Чандак, Мирное, Камышный Чандак, Алабутала, Дорожное                      |
| Коржинкольский сельский округ | 1089                   | Лесное, Берёзовка, Малороссийка, Дубровка                                        |
| Косаральский сельский округ   | 888                    | Кенерал, Жыланды                                                                 |
| Костряковский сельский округ  | 1543                   | Костряковка, Курское, Волковка, Запасное                                         |
| Ленинский сельский округ      | 1262                   | Ленино, Заозёрное, Жанакой                                                       |
| Село Новошумное               | 959                    | Новошумное                                                                       |
| Первомайский сельский округ   | 838                    | Первомайское, Трактовое                                                          |
| Пешковский сельский округ     | 3162                   | Пешковка, Кравцово, Калиновка, Большое, Полтавка                                 |
| Фёдоровский сельский округ    | 8861                   | Фёдоровка, Жарколь, Владыкинка, Копыченка, Приозёрное, Александрополь, Затышенка |